# Kulici
Kulici (vivci; lat. Charadriidae) su porodica ptica iz reda   Charadriiformes, koja obuhvaća deset rodova. Smatra se da su svoj engleski naziv "plovers", kao i latinski "Pluvialis" (kiša) dobili po tome što se ponekad pojavljuju poslije jakog pljuska. Međutim, moguće je da ime potječe od pjegavog perja mnogih žalara, koje izgleda kao da je po njemu padala kiša. Sveukupno postoji 64 do 66 vrsta. 

## Opis
Malene su do srednje veličine kompaktnih tijela, debelih vratova i dugih, obično zašiljenih krila. Po veličini variraju od 26 grama i 14 cm, do 368 grama i 35 cm. 
Nastanjuju otvorene prostore u cijelom svijetu, uglavnom staništa blizu vode (obale), iako ima nekih iznimki. Također nastanjuju travnata staništa i tundre, a neke vrste i obradiva zemljišta. Love uz pomoć vida, a ne dodirivanjem kljunom kao što to rade neke druge močvarice. Njihova ishrana uključuje kukce, crve i druge beskralježnjake, što zavisi od staništa. Ponekada jedu i bobice i malene kralježnjake. Tijekom razmnožavanja brane teritorije vrlo upadljivim pokazivanjem u zraku.
Gnijezdo je jednostavna brazda na goloj, otvorenoj zemlji. Ženke nesu 2-6 jaja koja su svijetla s malenim pjegama ili velikim, tamnim mrljama. Inkubacija traje 18 do 38 dana, ovisno o vrsti. 
Zov je kod potporodice Vanellinae vrlo prodoran i svadljiv, s ponavljanjem slogova. Kod mnogih pripadnika Charadriinae je melankoličan.

## Podporodice i rodovi
- Vanellinae
  - Erythrogonys
  - Vanellus
- Charadriinae
  - Pluvialis
  - Charadrius
  - Thinornis
  - Elseyornis
  - Peltohyas
  - Anarhynchus
  - Phegornis
  - Oreopholus

## Vanjske poveznice
|  | Zajednički poslužitelj ima stranicu o temi Charadriidae    |
|  | Zajednički poslužitelj ima još gradiva o temi Charadriidae |
|  | Wikivrste imaju podatke o taksonu Charadriidae             |